# Кащор
Кащор (пол. Kaszczor) — село в Польщі, у гміні Пшемент Вольштинського повіту Великопольського воєводства.
Населення — 1066 осіб (2011).
У 1975-1998 роках село належало до Лешненського воєводства.

## Демографія
Демографічна структура станом на 31 березня 2011 року:
|          | Загалом | Допрацездатний вік | Працездатний вік | Постпрацездатний вік |
| -------- | ------- | ------------------ | ---------------- | -------------------- |
| Чоловіки | 521     | 113                | 359              | 49                   |
| Жінки    | 545     | 115                | 318              | 112                  |
| Разом    | 1066    | 228                | 677              | 161                  |